# Irma Christenson
Irma Christenson (Hunnebostrand, 14 gennaio 1915 – 21 febbraio 1993) è stata un'attrice svedese.

## Filmografia parziale
- Doktor Glas, regia di Rune Carlsten (1942)
- Flickan är ett fynd, regia di Ernst Eklund (1943)
- Den osynliga muren, regia di Gustaf Molander (1944)